# Bardbal
Bardbal (persiska: بردبل, برده بل) är en ort i Iran.   Den ligger i provinsen Ilam, i den västra delen av landet, 500 km sydväst om huvudstaden Teheran. Bardbal ligger 881 meter över havet och antalet invånare är 304.
Terrängen runt Bardbal är huvudsakligen kuperad, men åt nordost är den bergig. Bardbal ligger nere i en dal.Runt Bardbal är det ganska glesbefolkat, med 39 invånare per kvadratkilometer. Närmaste större samhälle är Shahrak-e Jomhūrī-ye Eslāmī-ye Sartang, 5,5 km söder om Bardbal. Omgivningarna runt Bardbal är i huvudsak ett öppet busklandskap.